# Nicolae Corjos
Nicolae Corjos (n. 22 mai 1935, Hotin, județul Hotin, Regatul României, astăzi în Ucraina – d. 27 februarie 2022, București, România, înmormântat la cimitirul Bellu) a fost un regizor și scenarist român. A urmat studiile superioare la IATC pe care le-a absolvit în 1956. A avut apoi o îndelungată activitate de regizor secund la Studioul București. Din 1981 a fost angajat la Studioul Sahia Film, secția de film documentar. 
Activitate didactică la Conservatorul din București (între 1966 – 1972). 
În 1995 a fost numit membru al Consiliului Național al Audiovizualului.  

## Filmografie

### Regizor
- Bijuterii de familie (1958) - asistent regie
- Alo?... Ați greșit numărul! (1958) - asistent regie
- Celebrul 702 (1962) - regizor secund
- Vacanță la mare (1963) - regizor secund
- Străinul (1964) - regizor secund
- Doi băieți ca pîinea caldă (1965) - regizor secund
- Duminică la ora 6 (1966) - regizor secund
- Dacii (1967) - regizorul echipei a II-a
- La datorie (1968)
- Răpirea fecioarelor (1968) - regizor secund
- Răzbunarea haiducilor (1968) - regizor secund
- La datorie (1968) (în colaborare cu Ștefan Traian Roman)
- Baltagul (1969) - regizor secund
- Astă seară dansăm în familie (1972) - regizor secund
- Ciprian Porumbescu (1973) - regizor secund
- Nemuritorii (1974) - regizor secund echipa a II-a
- Toate pînzele sus (serial TV, 1977) - regizor secund
- Contele Ory (1978) (în colaborare cu Jacques Trehouta)
- Ora zero (1979)
- Alo, aterizează străbunica!... (1981)
- Pădurea nebună (1982)
- Cucerirea Angliei (1982) - regizor secund
- Declarație de dragoste (1985)
- Liceenii (1986)
- Extemporal la dirigenție (1988)
- Un studio în căutarea unei vedete (1989)
- Liceenii Rock'n'Roll (1991)

### Scenarist
- Pădurea nebună (1982) (în colaborare cu Ion I. Cantacuzino și Virgil Puicea)
- Un studio în căutarea unei vedete (1989) - ideea filmului

### Actor
- Baltagul (1969)
- Ciprian Porumbescu (1973) - profesor
- Toate pînzele sus (serial TV, 1977) - ep. 12